# Włoska Afryka Wschodnia

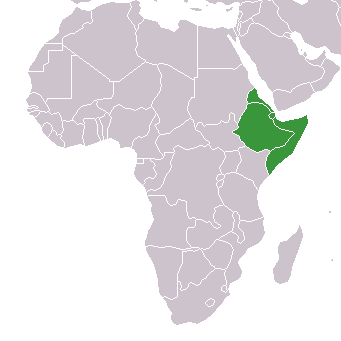
Współczesne państwa na terytorium Włoskiej Afryki Wschodniej i Dżibuti (dawniej Somali Francuskie)

Włoska Afryka Wschodnia (wł. Africa Orientale Italiana, AOI) – włoska posiadłość kolonialna we Wschodniej Afryce składająca się z Abisynii, zajętej po wojnie Włoch z tym krajem z lat 1935–1936 oraz z Somali Włoskiego i Erytrei.

## Włoska okupacja
Włoska Afryka Wschodnia została utworzona za rządów Benita Mussoliniego 1 czerwca 1936 roku w wyniku połączenia Abisynii, zdobytej przez Włochy podczas II wojny włosko-abisyńskiej, z Erytreą i Somali Włoskim. Była podzielona na sześć prowincji. Władzę nad jej terytorium sprawowano za pośrednictwem gubernatorów z Sejumem Mangascią na czele. Duży nacisk kładziono na rozwój infrastruktury, zwłaszcza drogowej i kolejowej. Rozpoczęto m.in. budowę tzw. „Autostrady Transafrykańskiej”, która nie została ukończona z powodu klęski Włoch w wojnie w Afryce. 
Rozkazy wydane przez dyktatora względem podbitego narodu były jasne: „Rzym, 5 czerwca 1936. A.S.E. Graziani. Wszyscy rebelianci wzięci do niewoli muszą zostać zabici. Mussolini”. W innych swoich poleceniach dyktator nakazywał przeprowadzenie eksterminacji rebeliantów i całej populacji oraz prowadzenie polityki terroru.
W lutym 1937 roku doszło do nieudanego zamachu na namiestnika Włoskiej Afryki Wschodniej Rodolfa Grazianiego podczas publicznej ceremonii w Addis Abebie. Po tym gdy Włosi dowiedzieli się, jakoby zamachowcy mieli skryć się w klasztorze Debru Libanos, wkroczyli do niego i dokonali masakry. Zamordowano około 300 mnichów i mniszek. Następnie Włosi (głównie cywile i karabinierzy) dokonali masakry w Addis Abebie, która trwała przez trzy dni.  W wyniku zajść zginęło od 1400 do 30 tysięcy osób.
Obok represji dla buntowników, Włosi równolegle przeprowadzali reformy, mające podnieść jakość życia w zacofanej Etiopii. Przede wszystkim zostało całkowicie zniesione niewolnictwo w Etiopii na mocy dwóch aktów prawnych z października 1935 r. i kwietnia 1936 roku. Uwolniono w ten sposób, jak twierdzili Włosi, około 420 000 ludzi. Z drugiej strony, Włosi traktowali kwestię niewolnictwa w Etiopii instrumentalnie, była ona dla nich pretekstem do propagandowego ukazania Etiopii jako kraju niespełniającego standardów Ligi Narodów z jednej strony, a z drugiej jednym z pretekstów do inwazji. Wprowadzono podstawowe zasady higieny i opieki zdrowotnej, zbudowano państwowe szpitale i kliniki, rozpoczęto budowę dróg (wybudowano ich do wybuchu wojny około 7 tysięcy kilometrów), oraz rozbudowano sieć kolejową (położono ponad 900 km torów). Zbudowano także blisko 4,5 tys. małych i 128 dużych mostów. W Addis Abebie przeprowadzono częściową elektryfikację i wzniesiono tamę w celu zwiększenia zapasów wody. Zakazane było jednak mieszanie ras, co doprowadziło do ich segregacji i powstania dzielnic dla białej i czarnej ludności. Duże przywileje otrzymywały mniejszości etniczne i religijne, m.in. muzułmanie. Włosi zachęcali wiele przedsiębiorstw do rozpoczęcia działalności w Etiopii w celu rozwoju jej zacofanej gospodarki. Rozpoczęto również zakrojoną na szeroką skalę edukację Etiopczyków. Większość tych działań została przerwana przez wybuch II wojny światowej.

## Inwazja brytyjska w 1941 roku
Dominium rozpadło się wraz z końcem Kampanii Wschodnioafrykańskiej podczas II wojny światowej. Potencjalnie, na początku konfliktu Włoska Afryka Wschodnia stanowiła poważne zagrożenie wobec brytyjskich kolonii w Afryce. Podbój Sudanu i utworzenie połączenia do Cyrenajki otoczyłoby ważny dla Brytyjczyków obszar Egiptu i Kanału Sueskiego. Jednakże w 1940 roku dominium było odizolowane od Włoch przez odcięcie dróg morskich. Dostawy mogłyby przybywać jedynie z powietrza, ale w bardzo niewielkich ilościach.
Na początku Kampanii Wschodnioafrykańskiej włoskie oddziały w regionie liczyły 91 tysięcy żołnierzy oraz około 200 tysięcy żołnierzy miejscowych. Mimo dużej liczebności rdzenne oddziały były niewyszkolone i słabo wyposażone. Dodatkowo, włoskie garnizony były rozproszone z powodu braku infrastruktury, co doprowadziło do ich unieruchomienia, które pozwoliło Brytyjczykom zniszczyć je etapami.
27 marca 1941 roku forteca Keren została zajęta przez brytyjskie oddziały po zaciekłej obronie sił pod dowództwem generała Orlando Lorenziniego. 6 kwietnia 1941 roku Brytyjczycy zajęli Addis Abebę. Po poddaniu się Massawy 8 kwietnia, Włosi utracili Erytreę. Wojna okazała się przegrana 19 maja 1941, kiedy ostatnia twierdza Amba Alagi pod władaniem wicekróla Amedeo d’Aosta skapitulowała wobec sił alianckich. Wojna przedłużyła się do 28 listopada, kiedy generał Guglielmo Nasi i jego obrońcy z Gonderu skapitulowali.